# Mychów-Kolonia
Mychów-Kolonia – wieś w Polsce, położona w województwie świętokrzyskim, w powiecie ostrowieckim, w gminie Bodzechów.
W latach 1975–1998 miejscowość administracyjnie należała do województwa kieleckiego.
Przez miejscowość przebiega droga wojewódzka nr 751.
Wieś sołecka – zobacz jednostki pomocnicze gminy Bodzechów w BIP.
| SIMC    | Nazwa          | Rodzaj    |
| ------- | -------------- | --------- |
| 0229748 | Mychów-Gotówki | część wsi |